# Resolució 1527 del Consell de Seguretat de les Nacions Unides
La Resolució 1527 del Consell de Seguretat de les Nacions Unides fou adoptada per unanimitat el 4 de febrer de 2004. Després de reafirmar la Resolució 1479 (2003) sobre la situació a Costa d'Ivori i les resolucions 1464 (2003), 1498 (2003), i 1514 (2003), el Consell va ampliar el mandat de la Missió de les Nacions Unides a Costa d'Ivori (MINUCI) fins al 27 de febrer de 2004.
El Consell de Seguretat va reafirmar l'acord de Linas-Marcoussis i la seva implementació completa. Va encomiar a la Comunitat Econòmica dels Estats de l'Àfrica Occidental (ECOWAS) i les forces franceses pels seus esforços per promoure un acord pacífic a Costa d'Ivori, però va assenyalar els reptes existents a l'estabilitat del país.
En virtut del Capítol VII de la Carta de les Nacions Unides, es va ampliar el mandat del MINUCI, juntament amb l'autorització de l'ECOWAS i les forces franceses que operen al país. Mentrestant, es va demanar al secretari general Kofi Annan que preparés pel desplegament d'una missió de manteniment de la pau a Costa d'Ivori cinc setmanes després de la decisió del Consell.